# علقين
علقين قرية سورية تتبع ناحية مركز بانياس في منطقة بانياس في محافظة طرطوس. بلغ عدد سكانها 564 نسمة في عام 2004 حسب إحصاء المكتب المركزي للإحصاء. سكان القرية من المسلمون السنة.